# Arachnopusia aquilina
Arachnopusia aquilina är en mossdjursart som beskrevs av Moyano 1970. Arachnopusia aquilina ingår i släktet Arachnopusia och familjen Arachnopusiidae. Inga underarter finns listade i Catalogue of Life.